# Нижегородская уездная земская управа
Нижегородская уездная земская управа — архитектурный ансамбль в историческом центре Нижнего Новгорода, Большая Печёрская улица, 28/7, 28в. Главный дом построен в 1858—1859 годах. Автор проекта главного дома — нижегородский архитектор Н. И. Ужумедский-Грицевич.
В ансамбль входят главный дом и арестный дом. Весь исторический комплекс сегодня — объект культурного наследия Российской Федерации.

## История
В 1835 году обширный участок земли в квартале по Б. Печёрской от улицы Семашко до Провиантской был в основном не застроен, в его юго-западной части было несколько деревянных построек, принадлежавших подполковнику И. М. Плешивцему. В начале 1840-х годов он разделил свой участок на три части и продал их разным владельцам. В этот период сложились границы современных домовладений. Угловой участок на пересечении с Провиантской приобрела жена лекаря Е. Гофман. Семья Гофман владела усадьбой более тридцати лет.
На протяжении двадцати лет после приобретения участка на нём не велось строительных работ. На фиксационном плане 1853 года обширный участок показан «пустопорожним», на нём обозначался только сад. В 1858 году А. В. Гофман представила в губернскую строительную комиссию план двухэтажного каменного дома на углу улиц. По сохранившемуся проекту, составленному нижегородским архитектором Н. И. Ужумедским-Грицевичем, дом Гофман предполагалось расположить на углу квартала, что подчёркивалось его объёмно-пространственным решением — срезанным углом и выносным эркером на втором этаже. Фасады, обращённые на улицы Б. Печёрскую и Провиантскую имели одинаковое решение в стиле эклектики. Центральная часть каждого была выделена пилястрами в виде слабораскрепованного ризалита.
Постройка дома началась в 1859 году. В конце апреля 1859 года жена надворного советника А. В. Гофман обратилась на имя нижегородского военного губернатора с просьбой о ссуде: «В минувшем 1858 году выстроила я вчерне каменный двухэтажный дом на принадлежащем мне месте, но отстроить его окончательно по обстоятельствам своим не могу». Через месяц владелица от ссуды отказалась. В оценочной ведомости недвижимого имущества города за 1865 год за А. В. Гофман значились «каменный трехэтажный с антресолями дом и деревянный на фундаменте флигель».
С реформами правительства Александра II, проведёнными после отмены крепостного права, связывают переход Российской империи от абсолютной к буржуазной монархии. Одной из важнейших реформ было создание местного самоуправления, названного земством. Земства учреждались для управления строительством дорог, больниц, школ, благотворительных заведений, заведования продовольственным делом, кредитованием и страховым делом, пропаганды агрономический знаний, развития кустарных помыслов и ведения статистики. Распорядительными органами земств были губернские и уездные земские собрания, а исполнительными — губернские и уездные земские управы.
В конце 1870-х — начале 1880-х годов усадьбу Гофман приобрело Нижегородское уездное земство для своего размещения. С этого времени до революции 1917 года здание принадлежало земской управе. В начале XX века в глубине двора было выстроено каменное краснокирпичное двухэтажное здание Арестного дома с домовой церковью. После введения мировых судов приобрёл особое значение вопрос возведения арестных домов, где должны были содержаться граждане, совершившие незначительные правонарушения. Арестный дом был выполнен в кирпичном стиле (разновидность антиакадемической эклектики), вошедшем в обиход в XIX веке как наиболее экономичный, качественный и долговечный. Этот стиль часто использовали для возведения казённых (государственных) учреждений, промышленных и транспортных объектов, военных зданий. Земство также провело ремонт главного дома, в результате которого фасады дома получили новое архитектурное решение в стиле модерн с сохранением габаритов и положения оконных и дверных проёмов. Дворовые фасады сохранили облик 1850-х годов. К фасаду по улице Провиантской была пристроена каменная калитка в стиле модерн. Автор переделки фасадов не установлен.
После революции здания поменяли назначение от административного на жилое. В перепланированном арестном доме были размещены коммунальные квартиры. В наши дни фасад главного дома управы отреставрирован. Арестный дом в целом сохранил первоначальный облик, за исключением старых оконных рам, смененных на белые пластиковые. Кладка у основания частично разрушена и заменена белым силикатным кирпичом.